# Park Bom
Park Bom (박봄?, Bak BomLR, Pak PomMR; Seul, 24 marzo 1984) è una cantante sudcoreana.
Park ha iniziato la sua carriera musicale nel 2006, con singoli pubblicati dai compagni di etichetta Big Bang, Lexy e Masta Wu. Nel 2009, ha fatto il suo debutto come membro delle 2NE1 come cantante principale. Park ha pubblicato due singoli da solista, You and I e Don't Cry, che hanno raggiunto il numero uno nella Gaon Digital Chart, la classifica musicale nazionale della Corea del Sud. È stata premiata come miglior singolo digitale ai Mnet Asian Music Award 2010.
A seguito dello scioglimento delle 2NE1 avvenuto 2016, Park ha lasciato l'agenzia del suo gruppo, YG Entertainment, a novembre 2016. A luglio 2018, ha firmato con la D-Nation Entertainment e pubblicato il suo singolo di ritorno, Spring, a marzo 2019.

## Biografia
Park Bom è nata a Seul, in Corea del Sud, il 24 marzo 1984. Sua sorella maggiore, Park Go-eun, è una violoncellista. Mentre frequentava la scuola media negli Stati Uniti, le fu diagnosticato un disturbo da deficit di attenzione. Park ha frequentato la Lesley University di Cambridge, in Massachusetts, dove si è laureata in psicologia, prima di trasferirsi al Berklee College of Music per seguire il suo sogno di diventare una cantante. Si è laureata al Berklee nel 2008.

## Carriera

### 2006-2009: gli inizi
Park tornò in Corea del Sud per intraprendere una carriera musicale lì e fece ripetutamente audizioni per unirsi alla YG Entertainment, dove fu accettata in compagnia dopo tre anni di audizioni. Durante il suo periodo come apprendista presso la YG, a Park fu diagnosticata una linfoadenite; Da allora Park ha continuato a soffrire di episodi di linfoadenite. Nel 2006, ha partecipato in due dei primi singoli dei Big Bang, We Belong Together e Forever with U. Park ha anche collaborato con Lexy in Baby Boy dal suo terzo EP Rush e con Red Roc nel singolo Along My Way. È anche apparsa in una serie di video musicali promozionali per l'omonimo Samsung Anycall, insieme a Lee Hyo-ri, G-Dragon e Gummy.

### 2009-2017: debutto con le 2NE1 e scioglimento

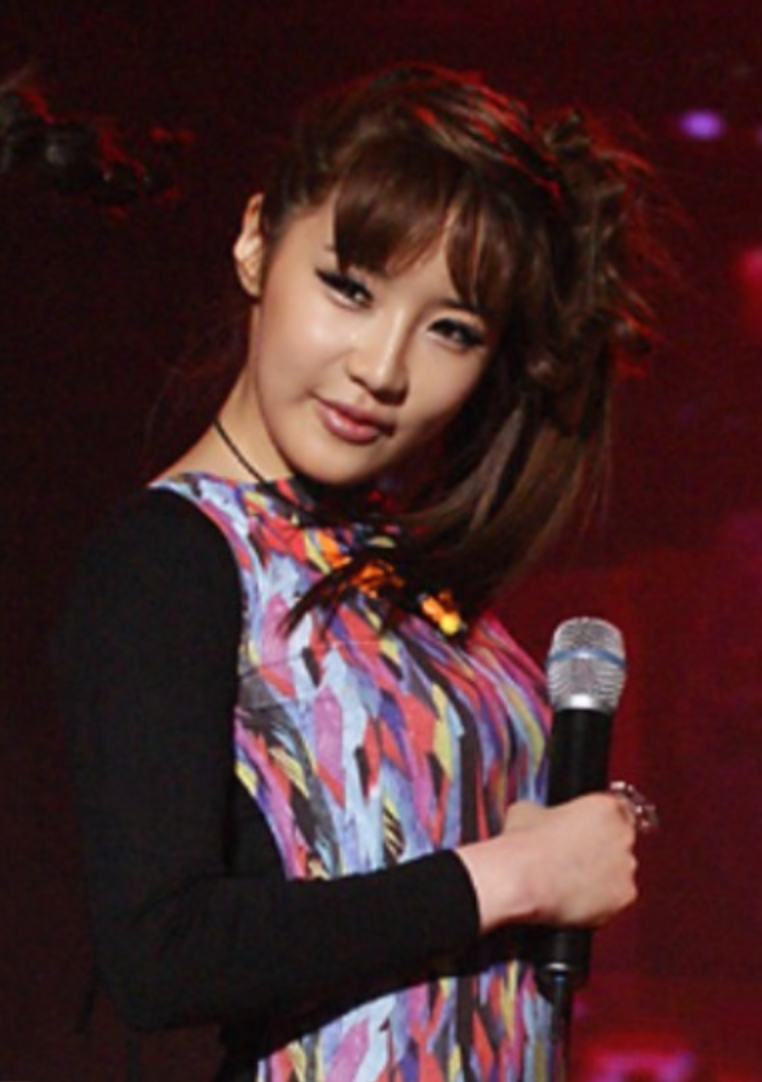
Park nel juin 2009

Park è stata inserita come cantante principale delle 2NE1, insieme a CL, Park Sandara e Minzy. Il gruppo ha quindi collaborato con i compagni di etichetta Big Bang per la canzone Lollipop prima di debuttare ufficialmente. Il gruppo ha ottenuto un notevole successo con il singolo numero uno I Don't Care dalla loro prima opera estesa, 2NE1, che gli ha conferito il premio Song of the Year ai Mnet Asian Music Award del 2009, rendendole il primo gruppo principiante a vincere un daesang nello stesso anno di debutto. Nell'agosto 2009, dopo aver terminato le promozioni per il loro singolo di debutto, i membri si sono presi una pausa per concentrarsi sulle singole attività. Ha pubblicato il suo primo singolo da solista You and I, che ha preso il primo posto nella classifica Gaon Music Chart per il mese di novembre. Il singolo alla fine ha vinto il miglior singolo digitale ai Mnet Asian Music Award del 2010. Alla fine del 2011, è stato riferito che You and I è stato scaricato 4.483.364 volte, diventando uno dei singoli più venduti nella storia della musica coreana.
Alla fine del 2010, Park ha collaborato sul singolo Oh Yeah dei GD & TOP, apparendo sia nella versione coreana che giapponese della canzone, oltre che nel video musicale giapponese. Il singolo raggiunse il picco al numero due nella Gaon Chart. Il 21 aprile 2011, ha pubblicato un secondo singolo digitale solista, Don't Cry. Il singolo fu un successo e ottenne un perfetto all-kill su Instiz, posizionandosi al primo posto in sette classifiche musicali locali. Lo stesso anno, Park apparve nella canzone Having an Affair, eseguita da G-Dragon e dal comico Park Myeong-su in un progetto a due chiamato GG per l'Infinite Challenge Music Festival. Il primo l'ha elogiata, dicendo che "In ogni canzone in cui la sua voce va, è un successo. La sua voce è molto buona". Il singolo è stato un altro successo ed è stato il secondo brano più scaricato del 2011. Nel 2013, Park ha formato un gruppo di unità secondarie con Lee Hi, chiamata Bom & Hi. Il duo ha pubblicato una cover di All I Want for Christmas Is You di Mariah Carey il 17 dicembre. Lo stesso anno, ha anche collaborato nella versione giapponese del singolo Black di G-Dragon.

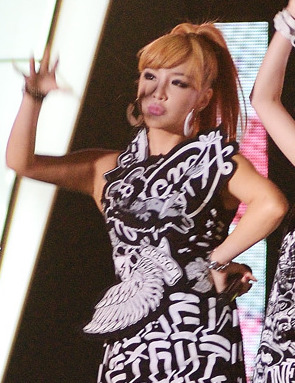
Park nel 2011

Nel 2014, è stato reso noto al pubblico che Park era stata indagata per traffico di droga (80 compresse contenenti anfetamine) attraverso la posta internazionale in passato. Un pacco, inviato da familiari residenti negli Stati Uniti alla sua residenza in Corea del Sud, è stato fermato alla dogana dell'aeroporto internazionale di Incheon. Park fu messa sotto inchiesta ma non fu mai accusata. In una dichiarazione rilasciata da Yang Hyun-suk della YG Entertainment, ha parlato contro le accuse di trattamento preferenziale. Ha spiegato che la droga era illegale in Corea del Sud ma legale negli Stati Uniti. Non era in grado di viaggiare negli Stati Uniti durante quel periodo a causa del suo intenso programma. Park ha contattato il suo medico statunitense per ricaricare le sue medicine. Yang ha inoltre spiegato che Park ha cercato cure mediche da medici sudcoreani e aveva subito una terapia, ma si è rivelato non efficace quanto il suo trattamento negli Stati Uniti. Nel 2010, al momento delle indagini, aveva fornito al pubblico ministero le sue cartelle cliniche del suo ospedale degli Stati Uniti confermando le sue diagnosi e il piano di trattamento in corso. Nello stesso anno, Park si è unita al cast di Roommate, un reality show che vede protagonisti undici celebrità che vivono insieme in una casa. Poco dopo si ritirò dal programma a seguito dello scandalo ed entrò in una pausa dall'industria dell'intrattenimento.
Park ritornò sul palco il 2 dicembre 2015, esibendosi con le 2NE1 ai Mnet Asian Music Award del 2015. Il 25 novembre 2016, la YG Entertainment ha annunciato lo scioglimento del gruppo. La compagnia rivelò anche che gli ex membri CL e Dara avevano firmato un contratto da solista, suggerendo l'abbandono di Park dalla compagnia. Park, tuttavia, ha preso parte all'ultima canzone delle 2NE1 Goodbye, pubblicata il 21 gennaio 2017. Il 30 aprile 2017, ha annunciato attraverso i social media che ora è sotto la controllata dalla YG Entertainment, The Black Label, e si sta preparando a pubblicare un album solista. Il 1º maggio 2017, la società ha negato tale affermazione e ha dichiarato che Park non aveva firmato alcun nuovo contratto con la società o nessuna delle sue filiali da quando avevano rotto il suo contratto nel novembre 2016 Ha dato seguito ai social media rispondendo ai fan che ha firmato un contratto e sta tornando.

### 2018-presente: carriera da solista
Il 20 luglio 2018 Park ha firmato un contratto con la società di intrattenimento D-Nation Entertainment. Si prevedeva che avrebbe pubblicato il suo EP di debutto composto da cinque a sei tracce a novembre, nonché attività promozionali all'estero. Tuttavia, è stato riferito il 2 ottobre 2018 che l'EP sarebbe invece uscito intorno a gennaio 2019. Il giorno seguente, è stato riferito che avrebbe fatto la sua prima apparizione sul grande schermo in quattro anni attraverso YG Future Strategy Office, che vede come protagonista l'ex compagno di etichetta Seungri. Park è apparsa nel terzo episodio della serie, "Music Business", presentato in anteprima il 5 ottobre 2018 su Netflix.

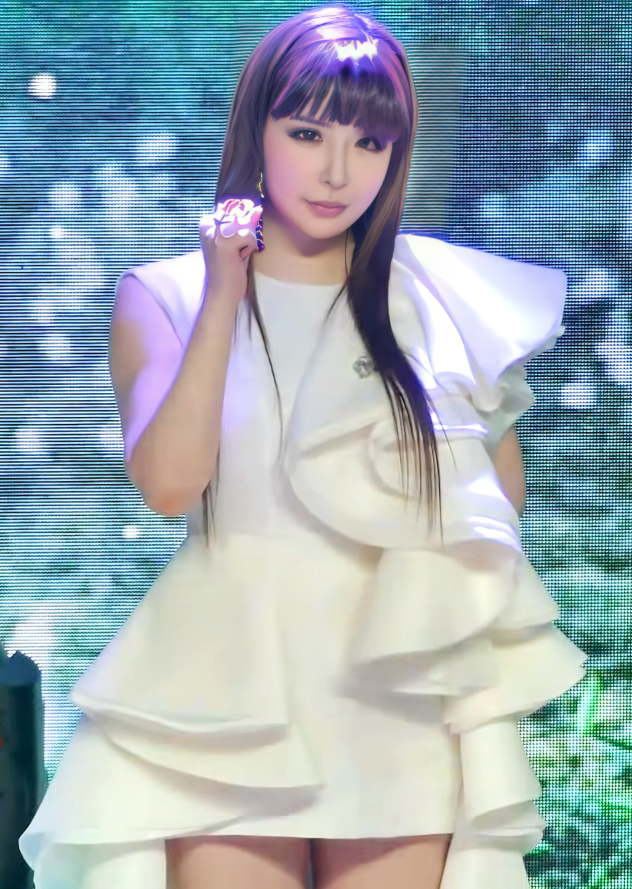
Park durante l'evento promozionale di Spring nel 2019

Spring è stata annunciata il 15 febbraio 2019 come singolo principale del suo album di debutto con lo stesso nome, che è stato pubblicato il 13 marzo 2019 insieme alla première del suo video musicale. La canzone è stata prodotta da Brave Brothers ed è stato descritto come una "canzone R&B di medio tempo". Inoltre, Spring presenta le voci dell'ex compagna di gruppo Park Sandara. La canzone è stata eseguita per la prima volta durante lo showcase di Spring, che si è tenuto lo stesso giorno della sua uscita. Spring ha debuttato al secondo posto nella classifica mondiale delle vendite di canzoni digitali di Billboard come canzone K-pop più venduta e nuova voce più rappresentativa di quella settimana. Uscito come un EP intitolato re:Blue Rose il 2 maggio 2019. Il singolo principale intitolato 4:44 è stato prodotto ancora una volta dai Brave Brothers e presentava voci di Jung Whee-in delle Mamamoo. Park ha pubblicato I Do, I Do per Perfume come prima apparizione della colonna sonora il 1º luglio 2019. Ha tenuto la sua prima fanmeet, annunciata come Spring Again, il 20 luglio 2019. Park ha partecipato al programma televisivo Queendom, trasmesso inizialmente il 29 agosto 2019. Durante la sua corsa ha pubblicato tre singoli: cover di Hann (Alone) delle (G)I-dle e Eyes, Nose, Lips dell'ex compagno di etichetta Taeyang e un originale brano intitolato Wanna Go Back, in cui presenta la voce di Cheetah. Park apparve in seguito in "Chanel", che fu pubblicato il 29 ottobre 2019. Si è riunita con Dara per il singolo intitolato First Snow, uscito il 10 dicembre 2019.
Il 21 dicembre 2020, Park ha pubblicato il singolo Red Light dopo un anno di inattività, contenente la collaborazione con il cantante myanmarese Sai Sai Kham Leng. Il 31 marzo 2021 ha pubblicato un singolo indipendente intitolato Do Re MI Fa Sol, con la voce di Changmo. L'11 marzo 2022, Park ha pubblicato un singolo intitolato Flower, che vede la partecipazione di Kim Min-seok dei MeloMance. Il 2 novembre 2022, la D-Nation Entertainment ha annunciato che l'uscita di Remembered sarebbe stata rimandata a una nuova data a causa delle conseguenze della calca di Halloween di Seul. Nel giugno 2023, Park tiene il suo primo concerto da solista a Manila, nelle Filippine, intitolato You & I. Nel novembre dello stesso anno, Park pubblica il singolo digitale I in collaborazione con Dawn.

## Stile musicale ed influenze
Park Bom possiede molti stili musicali, lei personalmente predilige il Pop e il Rhythm & blues, la sua voce è più portata per il secondo genere, ma le 2NE1 hanno una tendenza maggiormente pop. Park Bom sostiene che le sue maggiori influenze siano Mariah Carey e Beyoncé.

## Discografia

### Da solista

#### Singoli
- 2009 – You and I
- 2011 – Don't Cry
- 2019 – Spring (feat. Park Sandara)
- 2019 – 4:44 (feat. Wheein)

#### Collaborazioni
- 2006 – We Belong Together (Big Bang feat. Park Bom)
- 2006 – Anystar (Lee Hyori feat. Bom e Lee Joon-gi)
- 2006 – Forever with You (Big Bang feat. Park Bom)
- 2007 – Along My Way (Red Roc feat. Park Bom)
- 2007 – Baby Boy (Lexy feat. Park Bom)
- 2010 – Oh Yeah (G-Dragon, T.O.P feat. Park Bom)
- 2011 – Having an Affair (G-Dragon feat. Park Bom)
- 2012 – Up (Epik High feat. Park Bom)
- 2013 – Black (Japanese version) (G-Dragon feat. Park Bom)
- 2013 – All I Want for Christmas Is You (Lee Hi feat. Park Bom)

### Con le 2NE1
- 2010 – To Anyone
- 2012 – Collection
- 2014 – Crush

## Filmografia

### Cinema
- Girlfriends, regia di Kang Suk-bum (2009)

### Televisione
- Style (스타일?) - serie TV (2009)
- Roommate (2014)
- YG Future Strategy Office (YG전략자료본부?), episodio 3 (2018)
- Queendom (2019)

## Riconoscimenti
| Anno | Evento                      | Premio                                   | Ricevente   | Risultato       | Fonti         |
| ---- | --------------------------- | ---------------------------------------- | ----------- | --------------- | ------------- |
| 2010 | Mnet Asian Music Award      | Best Digital Single                      | "You and I" | Vincitore/trice | [ 56 ]        |
| 2019 | Soribada Best K-Music Award | R&B Artist Award                         | N.D.        | Vincitore/trice | [ 57 ]        |
| 2019 | Mnet Asian Music Award      | Song of the Year                         | "Spring"    | Candidato/a     | [ 58 ]        |
| 2019 | Mnet Asian Music Award      | Best Vocal Performance (Solo)            | "Spring"    | Candidato/a     | [ 58 ]        |
| 2019 | Mnet Asian Music Award      | Worldwide Fans' Choice                   | N.D.        | Candidato/a     | [ 58 ]        |
| 2019 | Melon Music Award           | Best R&B/Soul                            | "Spring"    | Candidato/a     | [ 59 ]        |
| 2020 | Circle Chart Music Award    | Song of the Year (March)                 | "Spring"    | In attesa       | [ 60 ]        |
| 2020 | Seoul Music Award           | Bonsang Award                            | N.D.        | Candidato/a     | [ 61 ] [ 62 ] |
| 2020 | Seoul Music Award           | Hallyu Special Award                     | N.D.        | Candidato/a     | [ 61 ] [ 62 ] |
| 2020 | Seoul Music Award           | Popularity Award                         | N.D.        | Candidato/a     | [ 61 ] [ 62 ] |
| 2020 | Seoul Music Award           | QQ Music Most Popular K-Pop Artist Award | N.D.        | Candidato/a     | [ 61 ] [ 62 ] |
| 2020 | Seoul Music Award           | R&B/Hip Hop Award                        | "Spring"    | Candidato/a     | [ 61 ] [ 62 ] |